# Olivier Rodrigue
Olivier Rodrigue, född 6 juli 2000, är en kanadensisk professionell ishockeymålvakt som är kontrakterad till Edmonton Oilers i National Hockey League (NHL) och spelar för Bakersfield Condors i American Hockey League (AHL).
Han har tidigare spelat för Graz 99ers i Erste Bank Eishockey Liga (EBEL); Wichita Thunder i ECHL samt Voltigeurs de Drummondville och Moncton Wildcats i Ligue de hockey junior majeur du Québec (LHJMQ).
Rodrigue blev draftad av Edmonton Oilers i andra rundan i 2018 års draft som 62:a spelare totalt.